# はまじあき
はまじ あき（11月17日 - ）は、日本の漫画家。女性。なお、姓が「はまじ」、名が「あき」である。宮崎県出身。
実妹は「大豆田」名義で少年ジャンプ+（集英社）に読み切り漫画が掲載された他、『ぼっち・ざ・ろっく!』のアンソロジー本にも参加している。

## 経歴
2012年、小学館の第71回新人コミック大賞（少女・女性部門）に応募して佳作を受賞し、2013年にちゃおデラックス春の超大増刊号に掲載された『スワン☆コンプレックス』でデビュー。当時のペンネームははやみ 知晶（はやみ ちあき）で、2014年までちゃおデラックスで複数の作品を執筆したが、投稿を続けてデビューした頃には「少女マンガより萌え系マンガを描きたい」と思うようになっていたことから芳文社のまんがタイムきららに原稿を持ち込み、2015年に再デビューに至った。次にくるマンガ大賞2019ではコミックス部門にて『ぼっち・ざ・ろっく！』が8位を受賞。

## 作品リスト

### 漫画作品

#### 連載
- きらりブックス迷走中!（『まんがタイムきららMAX』2015年9月号 - 11月号〈ゲスト〉、2015年12月号 - 2017年10月号）
- ぼっち・ざ・ろっく!（『まんがタイムきららMAX』2018年2月号[7] - 4月号〈ゲスト〉、2018年5月号[8] - 連載中）

#### 読み切り
- スワン★コンプレックス（『ちゃおデラックス』2013年4月 春の超大増刊号） - デビュー作[5]。はやみ知晶名義[5]。
- 2次元オタクなごみちゃん（『ちゃおデラックス』2013年8月 夏の超大増刊号）はやみ知晶名義[5]。
- ブラさが！（『JCの魅力を楽しむ健全なアンソロジーコミック』2017年）[9]
- カワイイの魔法（『たわわなおっぱいは好きですか？ 巨乳少女 アンソロジーコミック』2017年）[10]
- カワイイの魔法〜Tights Episode〜（『巨乳タイツ〜黒タイツ美少女といちゃエロしちゃう〜アンソロジーコミック』2018年）[11]
- お姉ちゃん【拡散希望！】（『ビッグガンガン』2018年Vol.08[12]）

### 書籍
- 『きらりブックス迷走中!』、芳文社〈まんがタイムKRコミックス〉2016年 - 2017年、全2巻[13]
- 『ぼっち・ざ・ろっく!』、芳文社〈まんがタイムKRコミックス〉2019年 - 刊行中、既刊7巻（2024年10月25日現在）[14]

### その他
- ゆるキャン△アンソロジーコミック（アンソロジーコミック、2020年）表紙イラスト[15]
- ご注文はうさぎですか？ BLOOM（テレビアニメ、2020年）第3羽エンドカード[16]